# Gaston Van Landeghem
Pour les articles homonymes, voir Van Landeghem.
Theophiel Gaston Van Landeghem dit Gaston Van Landeghem est un artiste peintre, décorateur et graveur belge né en 1883 à Deinze et mort en 1948 à Uccle.

## Biographie
Theophiel Gaston Van Landeghem naît en 1883 à Deinze,.
Formé aux Académies royales des beaux-arts de Deinze et de Gand, il est essentiellement connu pour ses paysages de la région de la Lys et ses scènes hivernales, rappelant tantôt Albert Saverys, tantôt Constant Permeke. En 1922, Gaston Van Landeghem s'établit à Saint-Josse-ten-Noode en région bruxelloise. 
Theophiel Gaston Van Landeghem meurt en 1948 à Uccle,.

## Collections
Ses œuvres sont incluses dans la collection permanente des Musées royaux des Beaux-Arts de Belgique à Deinze, actuel Museum van Deinze en de Leiestreek (MuDeL)[pas clair].

## Expositions
Gaston Van Landeghem participe à l'Exposition des Beaux-Arts de Gand en 1923 à l'occasion des « Floralies gantoises », à l'Exposition Triennale de 1925 et de 1929 de Gand et à l'Exposition Triennale d'Anvers en 1926. À l'été 1928, il expose une série de ses toiles au cercle colonial Saint-Pierre d’Élisabethville (actuelle Lubumbashi, RD Congo) aux côtés d'artistes belges renommés dont Hermann Courtens et en décembre 1945, une rétrospective de son œuvre est organisée à la galerie de l'Art belge (Isy Brachot) à Bruxelles.